# أليشوس لابري جير
أليشوس لابري جير (بالإنجليزية: Alexus Lapri Geier)‏، من مواليد 6 نوفمبر 1996 في توبيكا، كانساس، هي ممثلة ومغن أمريكية.
تم التوقيع مع كراون وورلد إنترتينمنت في عام 2011، وأصبحوا أصدقاء مع جاكوب لاتيمور، حيث تم توقيعهم مع نفس شركة الإنتاج.

## روابط خارجية
- أليشوس لابري جير على موقع IMDb (الإنجليزية)
- أليشوس لابري جير على موقع روتن توميتوز (الإنجليزية)
- أليشوس لابري جير على موقع ألو سيني (الفرنسية)
- أليشوس لابري جير على موقع أول ميوزيك (الإنجليزية)
- أليشوس لابري جير على موقع قاعدة بيانات الفيلم (الإنجليزية)
- أليشوس لابري جير على موقع كينوبويسك (الروسية)